# Gurzuf
Gurzuf (ukr. Гурзуф – Hurzuf; ros. Гурзуф – Gurzuf; tatarski Gurzuf) – osiedle typu miejskiego na Półwyspie Krymskim, podlegające pod jałtańską radę miejską.
Miejscowość status osiedla typu miejskiego posiada od 1926, liczy ponad 8 tys. mieszkańców.
W pobliżu miejscowości znajduje się największy obóz pionierski z czasów ZSRR – Artek.

## Galeria

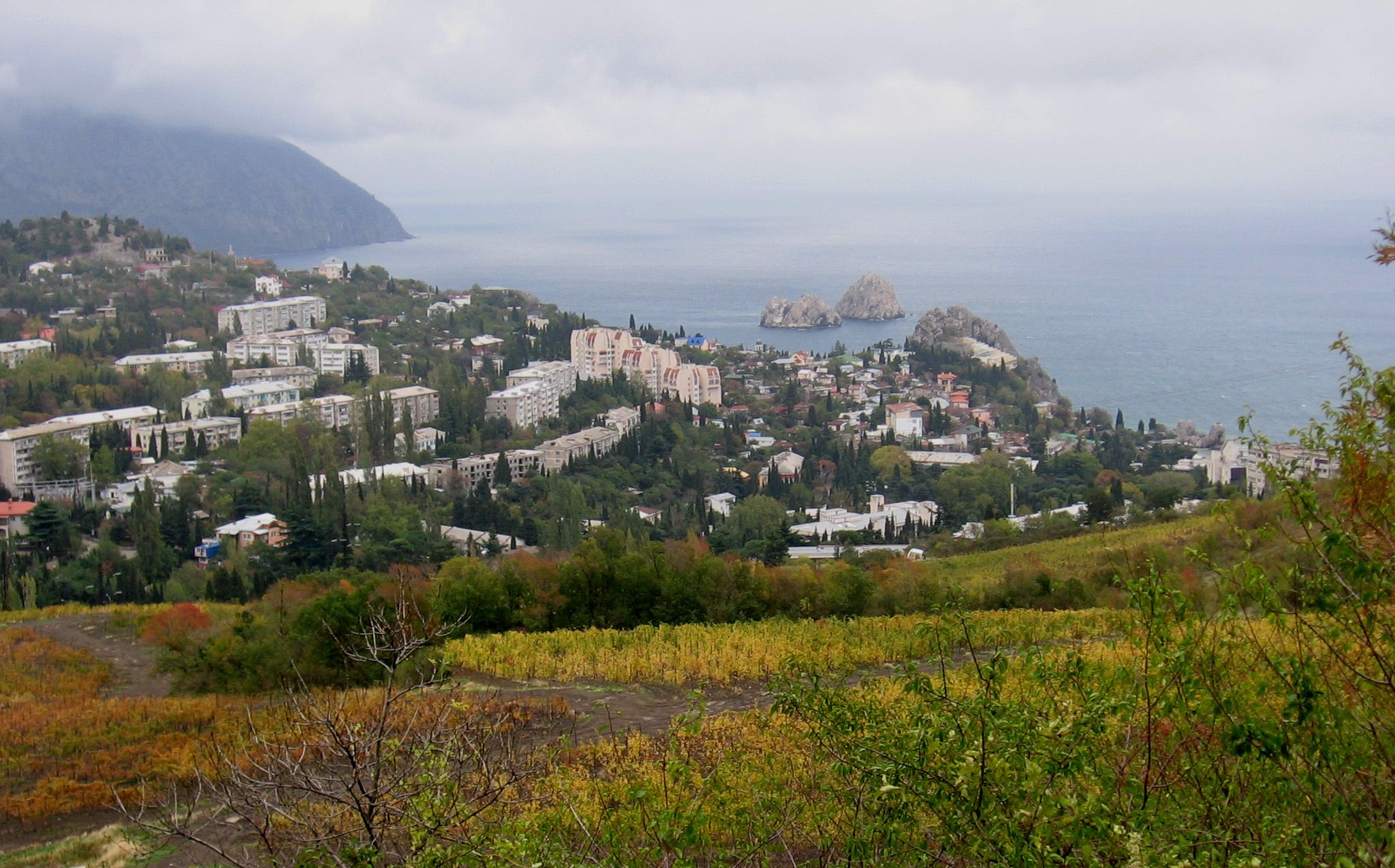
Gurzuf jesienią. Widok z autostrady w Jałcie.
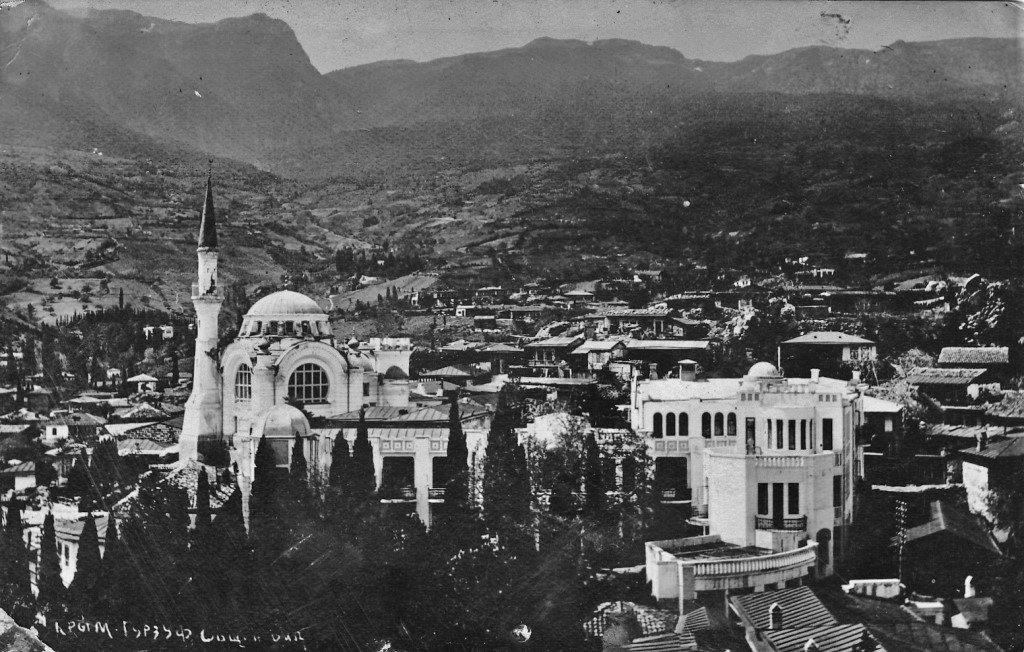
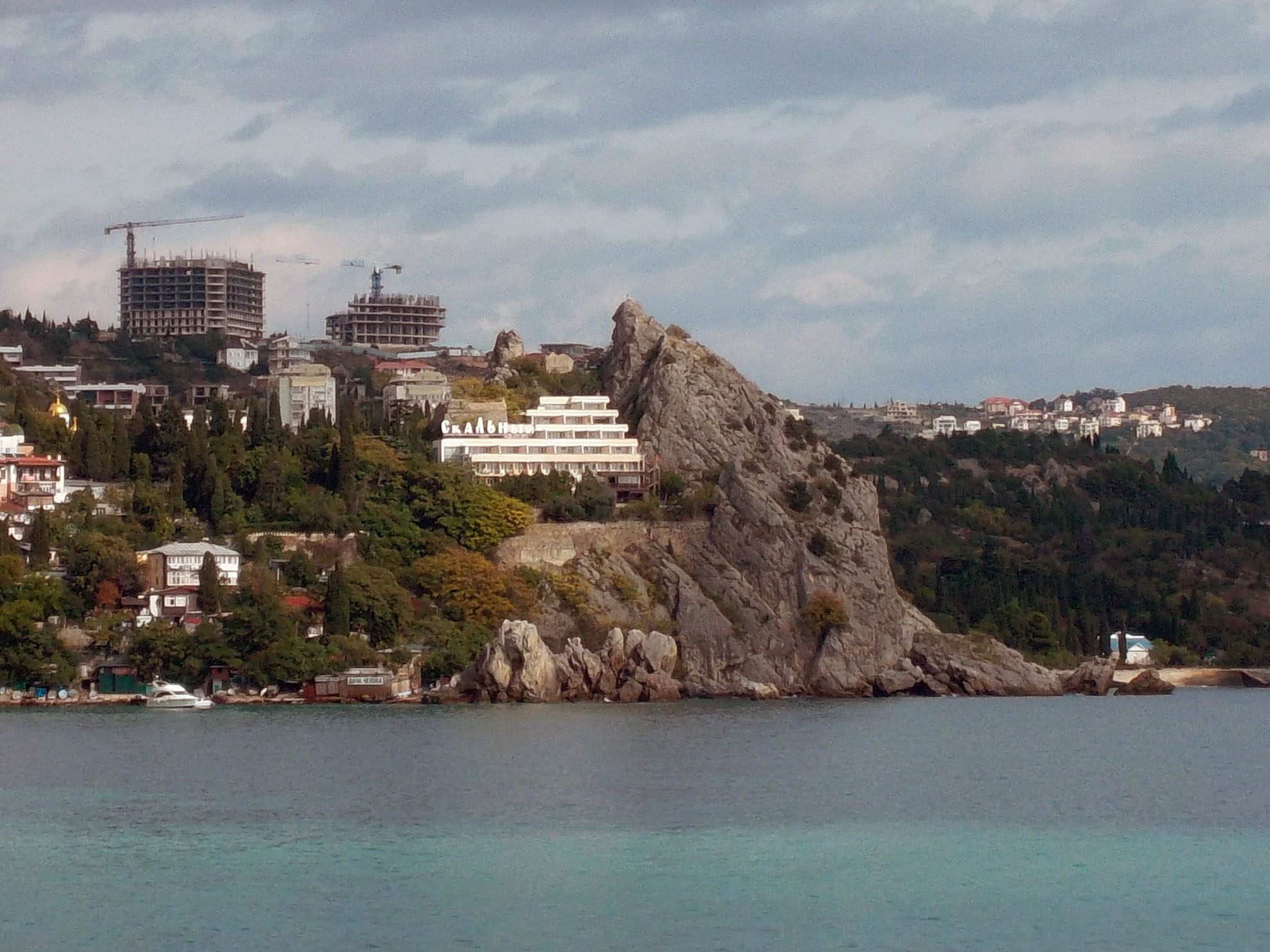
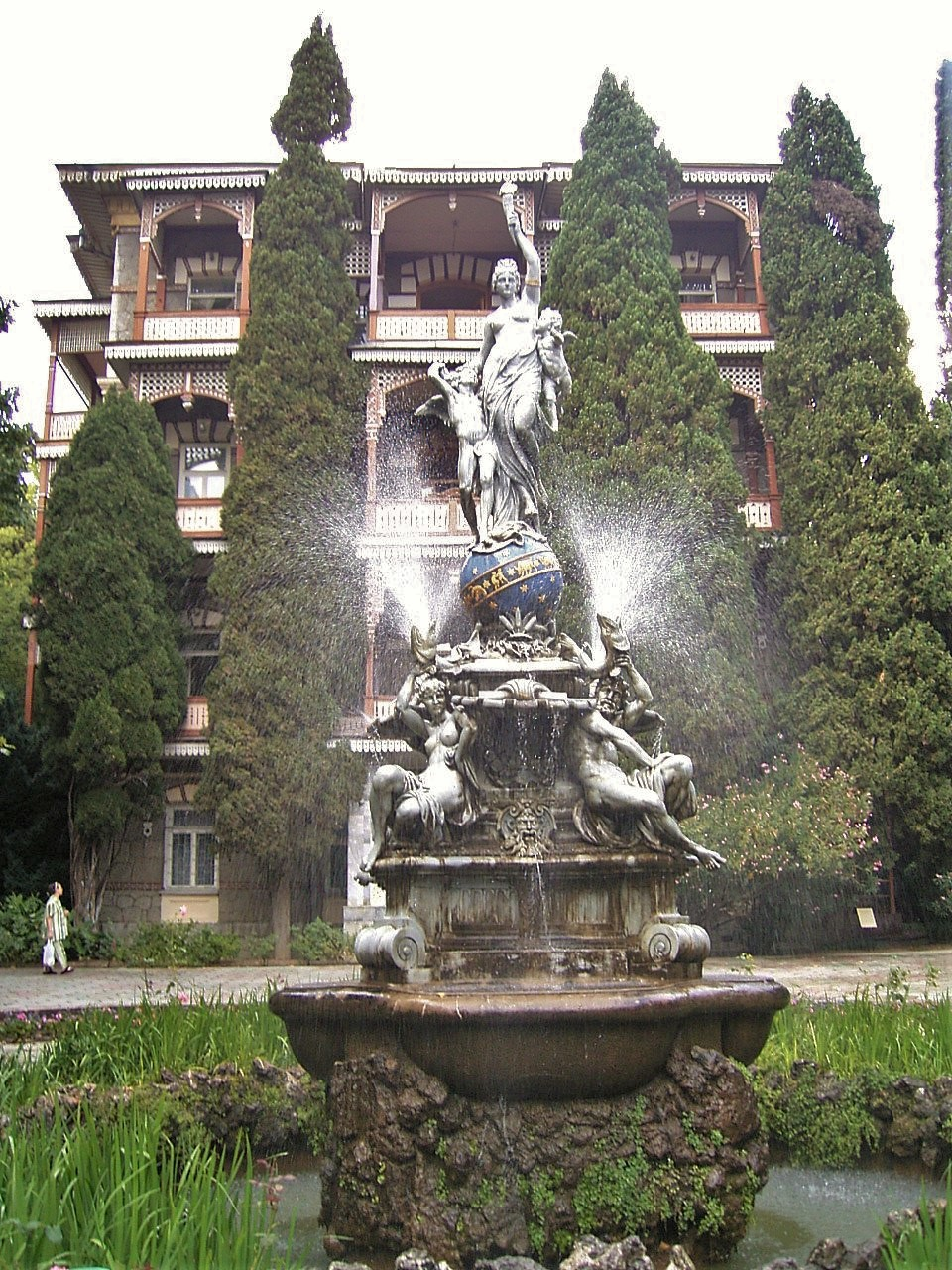
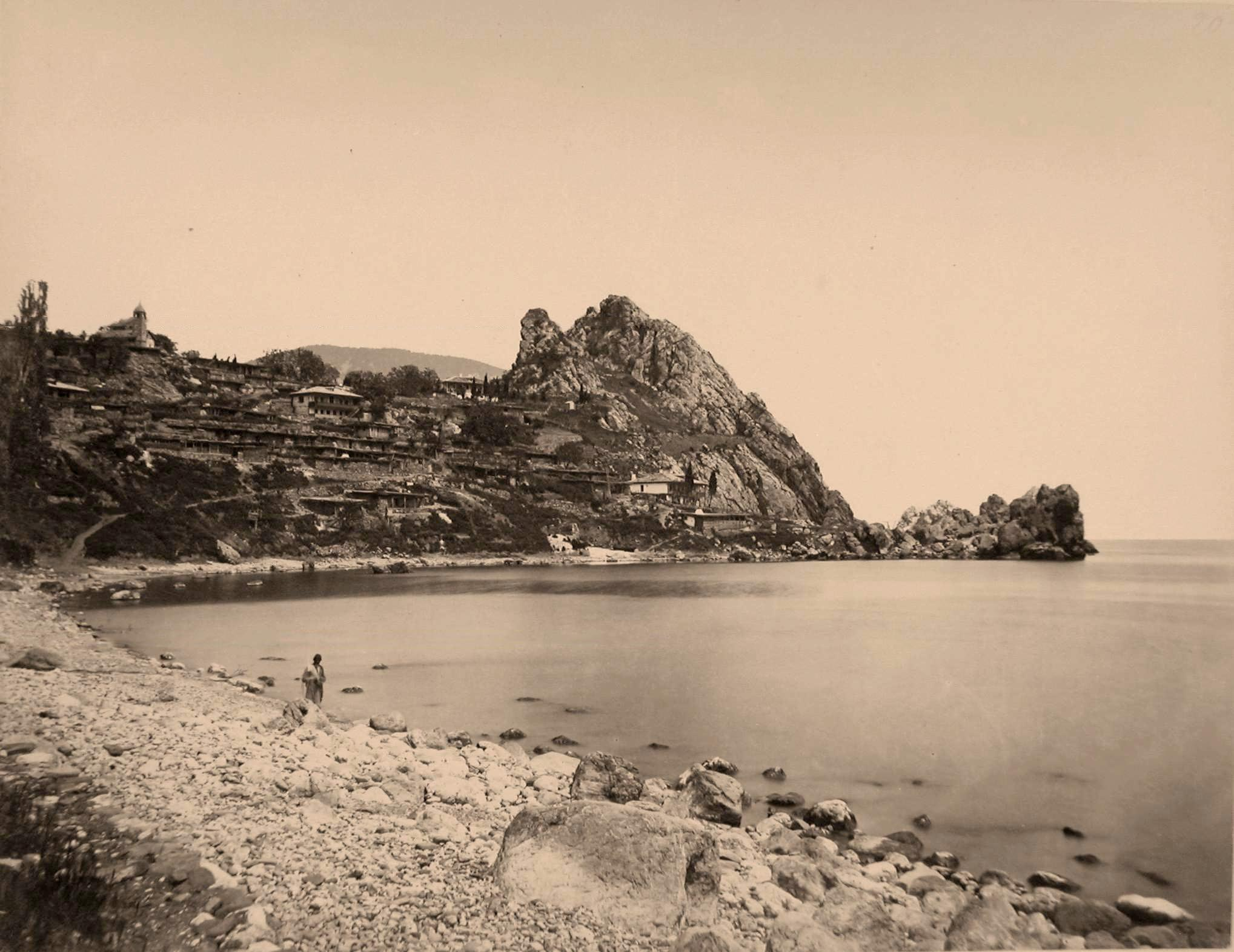
Gurzuf, 1880
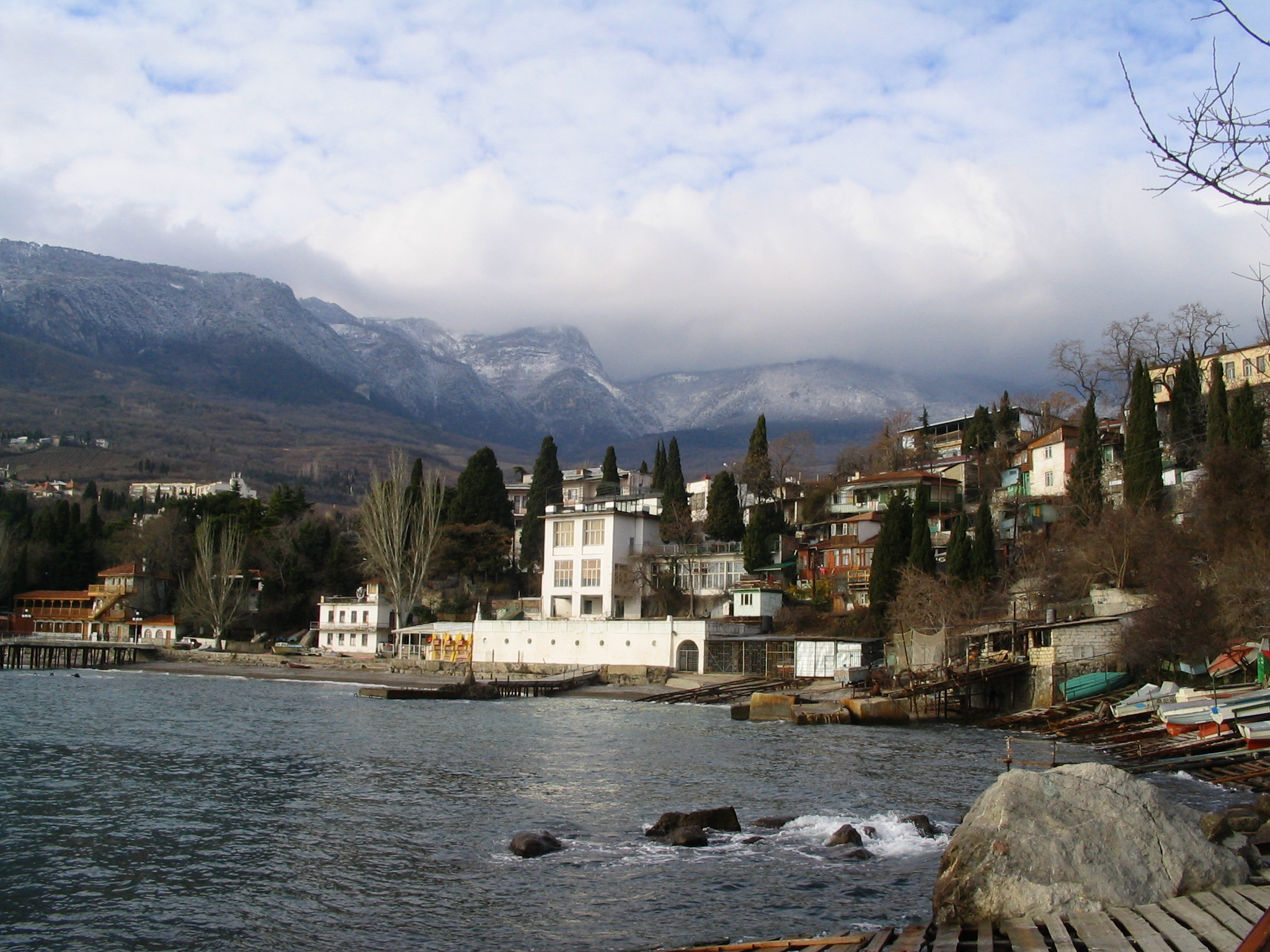